# Juolgna
Juolgna är en sjö i Arjeplogs kommun i Lappland och ingår i Skellefteälvens huvudavrinningsområde. Sjön har en area på 0,408 kvadratkilometer och ligger 489,1 meter över havet.

## Delavrinningsområde
Juolgna ingår i det delavrinningsområde (735522-159297) som SMHI kallar för Mynnar i Märsabäcken. Medelhöjden är 554 meter över havet och ytan är 22,32 kvadratkilometer. Det finns inga avrinningsområden uppströms utan avrinningsområdet är högsta punkten. Vattendraget som avvattnar avrinningsområdet har biflödesordning 4, vilket innebär att vattnet flödar genom totalt 4 vattendrag innan det når havet efter 305 kilometer. Avrinningsområdet består mestadels av skog (82 procent) och sankmarker (15 procent). Avrinningsområdet har 0,4 kvadratkilometer vattenytor vilket ger det en sjöprocent på 1,8 procent.